# Трайчо Белопопски
Трайчо Белопопски е български офицер от Държавна сигурност.

## Биография
Трайчо Белопопски е роден на 15 май 1935 година в семейство на комунисти. Учи в Ловешката езикова гимназия, а от 1952 година – във военно училище. През 1958 година става студент по английска филология в Софийския университет. През 1959 година е назначен в Първо управление (външно разузнаване) на Държавна сигурност, главно заради рядкото по това време съчетание на подходящ произход и владеене на английски език.
Малко след назначаването си Белопопски е изпратен в Англия под прикритието на студент в Кеймбриджкия университет. Целта е да се интегрира в средата и да се опита да вербува свои състуденти подобно на модела, разработен от съветското разузнаване още през 30-те години със станалата известна по-късно Кеймбриджка петорка.
Малко след пристигането си в Англия Трайчо Белопопски е вербуван от британското контраразузнаване, което, изглежда, се опитва чрез него да стигне до резидента на българското разузнаване за Великобритания Първан Чернев. В писмо до Чернев от 15 февруари 1962 година Белопопски обявява решението си да остане в Англия, описва разочарованието си от тоталитарния комунистически режим в България и се опитва да убеди Чернев да последва примера му. Макар да не успява да осигури съдействието на Първан Чернев, дезертирането на Белопопски довежда до разкриването на други служители на разузнаването, сред които и бъдещият му заместник-началник Димо Станков.
През 1964 година Белопопски е задочно осъден на смърт от български съд. Той заминава за Ню Йорк и остава там до края на живота си, като според собствените му спомени Държавна сигурност действително прави опит за убийството му.